# ザ・ブラック・ベルズ
ザ・ブラック・ベルズ（The Black Belles）は、アメリカのガールズ・ゴス・バンドである。ジャック・ホワイトによるプロデュースで、彼のレーベル、サードマンレコーズに所属している。

## メンバー
- オリビア・ジーン （Olivia Jean）、ボーカル、ギター。リーダーでありほぼ全ての作詞作曲を担当。
- ルビー・ロジャース （Ruby Rogers）ベース、バッキングボーカル。
- シェルビー・リン （Shelby Lynne）ドラム。
- リルブー（Lil'Boo）キーボード。初期の名前クリスティーナ・ノーウッド （Christina Norwood）またはティナ・ノーグッド（Tina NoGood）であったが改名。[1]

元メンバー
- エリン・ベル（Erin Belle）ベース。
- クリスティー・ヴァレンタイン（Chrissy Valentine）

## 概要
ザ・ブラック・ベルズは2009年に、当初はエリン・ベル(Erin Belle)を含めたメンバーで結成された。ベーシストのルビー・ロジャーズは、「彼女（エリン）はスタジオで我々を助けてくれました、私たちは誰かのよりいっそうの手助けを必要としました。彼女はモデルでもあり、彼女のスケジュールはうまくあいませんでした。私達は多くの人にそのことをまったく伝えていません」
彼女らはサードマンレコーズとすぐに契約し、"Elvira"（2010年） "What Can I Do"（2010年1月26日）、それとステッペンカルバートと共に"Charlene"（2011年6月24日）の3枚のシングルをリリースした。
彼女らとサードマンレコーズとの始まりに関して、オリビア・ジーンは言う「私はレコーディングを行い、ジャックに提供しました。大部分はインストゥルメンタルでしたが、それは様々なプロジェクトを始めるための出発点でした。私はそれを自分自身のために行いましたが、私は何のライブ演奏も行いませんでした。なぜなら、私はバンドを持っていなかったからです。しかし、あるとき私達は皆出会いました。心から協力し、考えを共有し合える友に。私達はともに多くの仕事を抱え、多くのアイデアを投げあいました」
2011年に彼女らは、セルフタイトルのデビューアルバム（11月8日）と、そのアルバムに収録されている２つのシングル、"Honky Tonk Horror"（9月27日）と"Wishing Well"（2012年5月1日）をリリースした。このアルバムはジャック・ホワイトのプロデュースで、数カ月に渡るレコーディングを行った。ロジャースは言う「私達はそれを本当に早くやった、本当に早いレコーディングだった」

## 作品

### アルバム
- The Black Belles （2011年11月8日）CD、12インチレコード、デジタル配信

### シングル
- What Can I Do? （2010年1月26日）B面"Lies" 7インチレコード、デジタル配信
- Charlene II （I'm Over You） （2011年6月24日）B面"Charlene（I'm Right Behind You）" 7インチレコード、デジタル配信
- Honky Tonk Horror （2011年9月27日）B面"Dead Shoe" 7インチレコード、デジタル配信
- Wishing Well （2012年5月1日）B面"Ms, Black Boots" 7インチレコード、デジタル配信

### サウンドトラック盤
- Elvira（2010年）A面"What Can I Do?" B面"What Can I Do?(Instrumental)" 7インチピクチャーレコード